# Acraea sulphurescens
Acraea sulphurescens är en fjärilsart som beskrevs av Aurivillius 1913. Acraea sulphurescens ingår i släktet Acraea och familjen praktfjärilar. Inga underarter finns listade i Catalogue of Life.